# Perry Mason e le zampe di velluto
Perry Mason e le zampe di velluto (The Case of the Velvet Claws) è un romanzo scritto da Erle Stanley Gardner. Pubblicato nel 1933, è il primo nel quale compaiono i personaggi di Perry Mason, Della Street e del detective Paul Drake. Qui non ci sono scene ambientate in tribunale, prevalenti invece nei libri successivi della serie incentrata sull'avvocato Mason.
Dal libro fu tratto nel 1936 il film L'uomo ucciso due volte, diretto dal regista William Clemens.

## Trama
Perry Mason, avvocato che si autodefinisce "un lottatore", riceve la visita di Eva Griffin, una donna piuttosto ambigua che gli chiede di mettere a tacere, pagando, il "Citizen", un giornale scandalistico che potrebbe rivelare un suo coinvolgimento sentimentale con un noto uomo politico, Harrison Burke. Mason scopre che Eva Griffin è un nome falso e che la donna è sposata con George Belter, uomo di affari di successo il quale è anche il proprietario segreto del "Citizen". In una notte di pioggia, Mason viene chiamato al telefono da Eva che gli dichiara di aver sentito una lite tra il marito e un uomo che poi gli ha sparato, uccidendolo.
La voce dell'uomo che lei non ha visto, somiglia in tutto a quella di Mason. Anzi, continua la donna, è sicura che fosse proprio lui. L'avvocato chiama la polizia e si attiene alla versione della donna, proibendole però di accennare alla supposta somiglianza vocale. Gli eredi di Belter risultano essere in minima parte Eva, ma, soprattutto, il nipote Charles Griffin, un giovane che passa le serate in maniera allegra in giro per i locali notturni.
L'uomo non ha un alibi, però è uscito nel pomeriggio ed è rientrato a notte inoltrata a delitto già avvenuto, completamente ubriaco e con una gomma a terra. Mason, nel corso delle indagini per mettere al sicuro la sua cliente, che protegge in tutti i modi anche se questa lo coinvolge sempre di più nella storia in modo sleale, accusandolo davanti ai giornalisti di essere lui l'uomo dello sparo, scopre che Charles Griffin è ricattato dalla governante di casa, che vuole fargli sposare sua figlia in cambio del suo silenzio.
Mason, dapprima, riesce a far confessare a Eva che è stata proprio lei a sparare al marito, inventandosi la storia della visita notturna di un uomo misterioso.
E che poi, buttata per terra la rivoltella, è corsa fuori di casa nella notte, imbastendo velocemente una storia verosimile per potersi creare una difesa. Ma che, in realtà, non è riuscita a colpire il marito. Il quale, durante l'assenza della moglie, è stato raggiunto dal nipote, rientrato a casa, gli ha raccontato l'episodio e gli ha mostrato la posizione da cui Eva gli ha sparato: questi, approfittando della situazione insperata, visto che sapeva di essere l'erede dello zio, ha preso la rivoltella e gli ha sparato. Poi ha recuperato la pallottola di Eva, ha lasciato tutto come prima ed è uscito con l'auto, si è ubriacato, ha forato una gomma ed è tornato a casa molto tardi.

## Citazione
- "Perry Mason, avvocato. Ricordatevi questo nome. Lo sentirete di nuovo. Sta per diventare famoso." Scritta da Gardner, questa frase introduceva un nuovo personaggio, l'avvocato Perry Mason, la cui prima avventura viene raccontata in "Perry Mason e le zampe di velluto", in cui appaiono i personaggi della segretaria Della Street e dell'investigatore Paul Drake, che accompagneranno Mason nei suoi casi a venire.

## Edizioni italiane
- Erle Stanley Gardner, Perry Mason e le zampe di velluto, traduzione di Enrico Andri, Collezione I Libri Gialli n.175, Milano, Arnoldo Mondadori Editore, novembre 1937. - I Capolavori dei Gialli Mondadori n.231, settembre 1963; I Classici del Giallo n.221, luglio 1975; Club degli Editori, 1981; Collana I Gialli dell'Estate n.3, Famiglia Cristiana, 1997; col titolo Il caso delle zampe di velluto, Collana Oscar Scrittori moderni Mondadori, 2004; I Classici del Giallo Mondadori, luglio 2021.